# Ерік Чернак
Ерік Чернак (словац. Erik Černák; 28 травня 1997, м. Кошиці, Словаччина) — словацький хокеїст, захисник. Виступає за Тампа-Бей Лайтнінг у НХЛ.

## Ігрова кар'єра
Вихованець хокейної школи ХК «Кошиці». Виступав за ХК «Кошиці», «Оранж 20».
У чемпіонатах Словаччини — 76 матчів (7+9), у плей-оф — 14 матчів (0+1).
У складі національної збірної Словаччини провів 3 матчі (1+0). У складі молодіжної збірної Словаччини учасник чемпіонатів світу 2014 і 2015. У складі юніорської збірної Словаччини учасник чемпіонатів світу 2013 і 2014.

## Досягнення
- Чемпіон Словаччини (2014, 2015)
- Бронзовий призер молодіжного чемпіонату світу (2015).
- Володар Кубка Стенлі (2020, 2021).